# Meldugfamilien
Meldugfamilien (Erysiphaceae) er en familie af sæksvampe, der er parasitter på levende blade og skud. Familien er den eneste i ordenen Erysiphales. Mange af familiens medlemmer forårsager plantesygdommen kaldet meldug. Når meldugsvampene har etableret deres angreb, kan de inden for 10 dage danne nye sporer. De danner en hvidgrå belægning på de angrebne blade, og det har givet disse svampe navnet "meldug".
Egemeldug (Erysiphe alphitoides) kom fra Nordamerika i begyndelsen af 1900-tallet og bredte sig herefter hurtigt i Europa.

## Karakteristika
Medlemmer af meldugfamilien har et overfladisk mycelium, som skaffer sig næring fra værtsplanten gennem specialiserede hyfer, der trænger ind i cellerne i værtens epidermis (overhud) ved hjælp af absorberende organer kaldet haustorier. Den rigelige dannelse af konidioforer på bladets overside leder til hivde støvende belægninger på blade og skud, heraf navnet meldug.

## Livscyklus
Infektionen af værtsplanten begynder med, at de seksuelle ascosporer, eller de aseksuelle konidier spirer på overfladen af plantens blade eller stængel. I de fleste meldug er det kun epidermal cellerne, der angribes. Det ydre mycelium giver anledning til korte, oprejste konidioforer, som hver bærer en enkelt række tøndeformede sporer, de yngste er ved bunden (de berørte dele bliver således dækket af en skov af konidioforer, der antager et hvidt pulveragtigt udseende). De modne sporer løsner sig og spredes let af vinden, hvilket forårsager ny infektion.

## Økologi
Medlemmer af meldug-familien er obligate parasitter på blade og frugter af højere planter, der forårsager sygdomme kaldet under et for meldug. De kan dyrkes i laboratoriet, hvis de opretholdes på en tilsvarende cellekultur af deres plantevært.

## Udbredelse
Erysiphales har en næsten kosmopolitisk udbredelse, undtagen Australien, og har udviklet fungicidresistens lige så bredt. Totalt funktionstab har i nogle tilfælde resulteret i. Planlægning af modstandsstyring, brug af multi-handlingsmetode fungicider, og ændret frekvens og mængde af påføring er nødvendige for at bremse resistensudviklingen.

## Systematik
Familien (Erysiphaceae) rummer omtrent 13 slægter og mere end 800 arter. En del svampe, hvis seksuelle formering er ukendt, hører til her og er placeret i slægten Oidium.

## Slægter
Nedenfor er angivet slægter i meldugfamilien med arter angivet, hvor de forekommer i Danmark. I Danmark findes lidt over 80 arter. Typisk er hver art specialiseret til kun at parasitere på en enkelt planteart.
- Arthrocladiella
  - Arthrocladiella mougeotii (Bukketornmeldug)
- Blumeria
  - Blumeria graminis
- Cystotheca
- Erysiphe
  - Erysiphe alphitoides (Egemeldug)
  - Erysiphe aquilegiae
  - Erysiphe artemisiae
  - Erysiphe astragali (Astragelmeldug)
  - Erysiphe berberidis (Berberismeldug)
  - Erysiphe cichoracearum
  - Erysiphe circaeae
  - Erysiphe convolvuli
  - Erysiphe cruciferarum (Korsblomstmeldug)
  - Erysiphe depressa
  - Erysiphe euonymi (Benvedmeldug)
  - Erysiphe euonymicola
  - Erysiphe galeopsidis
  - Erysiphe galii
  - Erysiphe heraclei
  - Erysiphe howeana (Natlysmeldug)
  - Erysiphe intermedia
  - Erysiphe lonicerae (Gedebladmeldug)
  - Erysiphe pisi
  - Erysiphe platani (Platanmeldug)
  - Erysiphe polygoni
  - Erysiphe ranunculi
  - Erysiphe sedi (Stenurtmeldug)
  - Erysiphe symphoricarpi (Snebærmeldug)
  - Erysiphe syringae-japonicae
  - Erysiphe trifolii (Kløvermeldug)
  - Erysiphe trifoliorum
  - Erysiphe ulmariae (Mjødurtmeldug)
  - Erysiphe ulmi var. ulmi
  - Erysiphe urticae
- Golovinomyces
  - Golovinomyces artemisiae
  - Golovinomyces asperifoliorum
  - Golovinomyces asterum
  - Golovinomyces cichoracearum (Agurkmeldug)
  - Golovinomyces cynoglossi (Rubladmeldug)
  - Golovinomyces fischeri
  - Golovinomyces macrocarpus
  - Golovinomyces magnicellulatus
  - Golovinomyces monardae
  - Golovinomyces orontii
  - Golovinomyces valerianae (Baldrianmeldug)
  - Golovinomyces verbasci (Kongelysmeldug)
- Leveillula
- Microsphaera
  - Microsphaera divaricata
  - Microsphaera grossulariae
  - Microsphaera palczewskii (Sibirisk meldug)
  - Microsphaera penicillata
  - Microsphaera syringae
  - Microsphaera tortilis
  - Microsphaera trifolii
  - Microsphaera vanbruntiana var. sambuci-racemosa’‘ (Druehyldmeldug)
- Neoerysiphe
- Oidium
- Phyllactinia
  - Phyllactinia betulae (Birkemeldug)
  - Phyllactinia guttata (Hasselmeldug)
  - Phyllactinia mali
  - Phyllactinia orbicularis (Bøgemeldug)
- Pleochaeta
- Podosphaera
  - Podospahera fusca
  - Podosphaera aphanis
  - Podosphaera clandestine
  - Podosphaera epilobii (Dueurtmeldug)
  - Podosphaera erigerontis-canadensis
  - Podosphaera euphorbiae
  - Podosphaera filipendulae
  - Podosphaera leucotricha
  - Podosphaera macularis
  - Podosphaera myrtillina
  - Podosphaera pannosa (Rosenmeldug)
  - Podosphaera senecionis
  - Podosphaera tridactyla
  - Podosphaera xanthii
- Queirozia
- Sawadaea
  - Sawadaea bicornis (Ahornmeldug)
  - Sawadaea tulasnei
- Sphaerotheca
  - Sphaerotheca aphanis
  - Sphaerotheca balsaminae
  - Sphaerotheca epilobii
  - Sphaerotheca fuliginea
  - Sphaerotheca fusca
  - Sphaerotheca macularis
  - Sphaerotheca mors-uvae (Stikkelsbærdræber)
  - Sphaerotheca pannosa
  - Sphaerotheca plantaginis
  - Sphaerotheca spiraeae
- Uncinula
  - Uncinula adunca